# Mathilde Boniface
Mathilde Louise Boniface, geboren als  Mathilde Delobe, (Bergen, 20 december 1911 - Ottignies, 23  februari 1986) was een Belgisch politica en Waals militante.

## Levensloop
Zij werd licentiate in de wiskunde van de ULB in een periode dat er nog weinig vrouwelijke studenten waren, behaalde eveneens een diploma in kinesitherapie en werd na de Tweede Wereldoorlog kinesiste in Bierges. 
Voor de Tweede Wereldoorlog militeerde Boniface voor de Jeunes Communistes en de Socialistische Jonge Wacht. Als militant van de Waalse Beweging werd ze daarna lid van de Waalsgezinde politieke beweging Wallonie Libre en werd ze zich meer en meer bewust van de economische problemen van Wallonië. In 1966 trad ze toe tot de Parti Wallon en vanaf de stichting van de partij in 1968 was ze lid van het Rassemblement Wallon, waar ze de partijwerking in Waals-Brabant mee op gang trok. 
In oktober 1970 werd Boniface verkozen als gemeenteraadslid van Bierges. Na de fusie met Waver in 1976 was ze daar van 1977 tot aan haar dood in 1986 gemeenteraadslid en van 1977 tot 1982 was Boniface er schepen van Cultuur.
Van 1981 tot 1985 zetelde ze voor het arrondissement Nijvel in de Kamer van volksvertegenwoordigers, een zetel die ze verwierf via de effecten van de apparentering in de provincie Brabant. Samen met Henri Mordant van het arrondissement Luik was ze vanaf de verkiezingen van 8 oktober 1981 de enige vertegenwoordiger van het RW in de Kamer. Vlak voor de verkiezingen van 1981 scheurde Rassemblement populaire wallon zich van de partij af, omdat de RPW het niet eens was met het kartel met het FDF. Van 1981 tot 1985 zetelde ze bijgevolg automatisch ook in de Raad van de Franse Gemeenschap en de Waalse Gewestraad, waar ze van 1982 tot 1985 fractieleider was van het RW, dat in de Waalse Gewestraad een gemeenschappelijke fractie vormde met Ecolo en de communistische PCB.
Na haar overlijden werd er een stichting opgericht die haar naam droeg, om haar idealen te laten voortleven.